# Castell de la Crua
Castell de la Crua és un castell gòtic de Baix Pallars (Pallars Sobirà) inclòs a l'Inventari del Patrimoni Arquitectònic de Catalunya.

## Descripció
És una gran torre de planta quadrada de 8,3 x 8,3 m, de tres pisos que actualment es troben ensorrats, així com la coberta, des de fa ja molts anys (en el poble es diu que ningú l'ha vista mai), fet demostrat pels grans arbres que han crescut a l'interior. Els sòls dels respectius pisos es recolzaven en un petit entrant que formen els quatre murs de la torre i en el centre, en un pilar que amida a la base 1,7 m de llarg x 0,8 c d'ample, i que es va reduint a cada pis, formant també com un entrant o graó. A l'exterior s'obre la planta baixa de la torre, en el mur de llevant hi ha un gran portal d'arc ogival, realitzat amb carreus ben tallats i decorats amb motllures, que avui gairebé no es conserven i deixen al descobert l'estructura interna del mur, d'aparell més petit i sense desbastar. A cadascuna de les altres façanes s'obren dues petites espitlleres. Al primer pis s'obre a cada façana una finestra allargada, la del mur septentrional conserva encara part de la banqueta que la flanquejava a costat i costat en el buit del llindar. El pis superior presenta a cada cara una petita finestra, més gran a la façana principal, subdividida per dos travessers de pedra que es creuen en el terç superior de l'obertura. Els murs de la torre tenen un gruix a la base d'un metre d'ample, construïts amb un aparell sense desbastar de grans blocs a la base, i de mida més reduïda a la part superior. La porta i les finestres estan revestides per blocs ben tallats decorats amb motllures.